# Branson (Colorado)
Branson é uma cidade  localizada no estado americano de Colorado, no Condado de Las Animas.

## Demografia
Segundo o censo americano de 2000, a sua população era de 77 habitantes. 
Em 2006, foi estimada uma população de 79, um aumento de 2 (2.6%).

## Geografia
De acordo com o United States Census Bureau tem uma área de 
0,6 km², dos quais 0,6 km² cobertos por terra e 0,0 km² cobertos por água. Branson localiza-se a aproximadamente 1907 m acima do nível do mar.

## Localidades na vizinhança
O diagrama seguinte representa as localidades num raio de 56 km ao redor de Branson. 